# Municipio de Lincoln (condado de LaPorte)
El municipio de Lincoln (en inglés: Lincoln Township) es un municipio ubicado en el condado de LaPorte en el estado estadounidense de Indiana. En el año 2010 tenía una población de 1794 habitantes y una densidad poblacional de 24,83 personas por km².

## Geografía
El municipio de Lincoln se encuentra ubicado en las coordenadas 41°34′6″N 86°32′28″O / 41.56833, -86.54111. Según la Oficina del Censo de los Estados Unidos, el municipio tiene una superficie total de 72.24 km², de la cual 70,39 km² corresponden a tierra firme y (2,56 %) 1,85 km² es agua.

## Demografía
Según el censo de 2010, había 1794 personas residiendo en el municipio de Lincoln. La densidad de población era de 24,83 hab./km². De los 1794 habitantes, el municipio de Lincoln estaba compuesto por el 97,55 % blancos, el 0,95 % eran afroamericanos, el 0,11 % eran amerindios, el 0,06 % eran asiáticos, el 0,28 % eran de otras razas y el 1,06 % eran de una mezcla de razas. Del total de la población el 2,23 % eran hispanos o latinos de cualquier raza.